# Équipe de Finlande féminine de volley-ball
L'équipe de Finlande féminine de volley-ball est composée des meilleures joueuses finlandaise sélectionnées par la Fédération finlandaise de volley-ball (Suomen Lentopalloliitto R.Y., SLRY). Elle est actuellement classée au 43e rang de la Fédération internationale de volley-ball au 11 juillet 2022.

## Liste des sélectionneurs
- 1959-1966 :  Erkki Lötjönen
- 1966-1969 :  Esko Häkkinen
- 1970-1971 :  Leevi Järvensalo
- 1972-1978 :  Arto Kari
- 1979-1985 :  Lasse Silver
- 1986-1991 :  Seppo Pulkkinen
- 1991-1997 :  Jouko Lindberg
- 1998-1999 :  Virpi Ojakangas-Palmunen
- 1999-2003 :  Peeter Vahtra
- 2004-2006 :  Antti Paananen
- 2008-2009 :  Marko Siivonen
- 2010-2013 :  Tore Aleksandersen
- Depuis 2014 :  Tapio Kangasniemi

## Sélection actuelle
Sélection pour le tournoi de qualification au Championnat du monde 2010 du 13 au 15 mai 2009 à Marseille.
Entraîneur :  Marko Siivonen ; entraîneur-adjoint :  Jukka Koskinen

## Palmarès et parcours

### Palmarès
Néant

### Parcours

#### Jeux olympiques
Aucune participation

#### Championnat du monde
| - 1952 : non participant - 1956 : non participant - 1960 : non participant - 1962 : non qualifiée - 1967 : non qualifiée - 1970 : non qualifiée - 1974 : non qualifiée - 1978 : 21e - 1982 : non qualifiée | - 1986 : non qualifiée - 1990 : non qualifiée - 1994 : non qualifiée - 1998 : non qualifiée - 2002 : non qualifiée - 2006 : non qualifiée - 2010 : non qualifiée |

#### Championnat d'Europe
| - 1949 : non participant - 1950 : non participant - 1951 : non participant - 1955 : non participant - 1958 : non qualifiée - 1963 : non qualifiée - 1967 : non qualifiée - 1971 : non qualifiée - 1975 : non qualifiée - 1977 : 12e | - 1979 : non qualifiée - 1981 : non qualifiée - 1983 : non qualifiée - 1985 : non qualifiée - 1987 : non qualifiée - 1989 : 12e - 1991 : non qualifiée - 1993 : non qualifiée - 1995 : non qualifiée - 1997 : non qualifiée | - 1999 : non qualifiée - 2001 : non qualifiée - 2003 : non qualifiée - 2005 : non qualifiée - 2007 : non qualifiée - 2009 : non qualifiée - 2011 : non qualifiée |

## Joueuses majeures
- Riikka Lehtonen